# Wola (rejon starosamborski)
Wola (ukr. Воля; do 1950 Wola Koblańska) – wieś w rejonie samborskim (wcześniej w rejonie starosamborskim) obwodu lwowskiego Ukrainy. Wieś liczy około 816 mieszkańców. Leży nad potokiem Krzemianka. Jest siedzibą silskiej rady. Pierwsza wzmianka o wsi pochodzi z 1555.
W 1921 r. liczyła około 964 mieszkańców. Przed II wojną światową w granicach Polski, wchodziła w skład powiatu starosamborskiego.

## Ważniejsze obiekty
- Cerkiew greckokatolicka